# T.K-1
T.K-1（てぃーけーわん）は、日本の漫画家、同人作家。北海道出身。成人向け漫画を執筆している。

## 概要
2003年、「樹海墜落日記」で『ふたなりっ娘LOVE』（茜新社）より商業誌デビューし、ふたなり漫画家の第一人者として同社発行のアンソロジーコミックを中心に活躍。またショタ作品も発表し、単行本にはそのふたなり、ショタものが優先して収録されている。同人サークル「猫屋懐月堂」を主宰。

## 作品リスト

### 単行本
1. 『ふた姫』 2006年3月15日発行[3]、茜新社〈TENMA COMICS〉、ISBN 4-87182-831-X
2. 『Fの誘惑』 2010年8月27日発行[4]、茜新社〈TENMACOMICS RIN〉、ISBN 978-4-86349-174-8
3. 『性域少年』 2018年7月30日発売[5]、茜新社〈TENMACOMICS 好色少年〉、ISBN 978-4-86349-716-0

### 単行本未収録作品
- ひな缶（茜新社）
  - 女子度検査 （Vol.10、2003年7月）[6]
- コミックメガストア（コアマガジン）
  - 悪魔ちゃん （2003年11月号）[7]
  - 青空二人きり （2004年3月号）[8]
- ひな缶Hi!（茜新社）
  - 持久力向上実験 （Vol.2、2003年12月）[9]
- COMIC RIN（茜新社）
  - お姉さん侵入注意報 （Vol.22、2006年9月）[10]
  - 魔が差してコスプレ部長 （2008年1月号）[11]
  - 濃厚液と角娘 （2009年5月号）[12]
  - アキ姉収入 （2010年5月号）[13]
  - 転校生とお姉と僕ら （2011年1月号）[14]
  - 再び角姫 （2011年5月号）[14]
  - ナノなの （2012年4月号）[15]
- 好色少年（茜新社）
  - 奉納少年 （Vol.1、2012年2月）[16]
- アンソロジー（茜新社）
  - ふた魔法演習の日 （ふたなりっ娘の世界4、2011年10月）
  - ふたなりミルクワーク （ふたなりっ娘の世界5、2012年7月）[17]